# Dosierzylinder

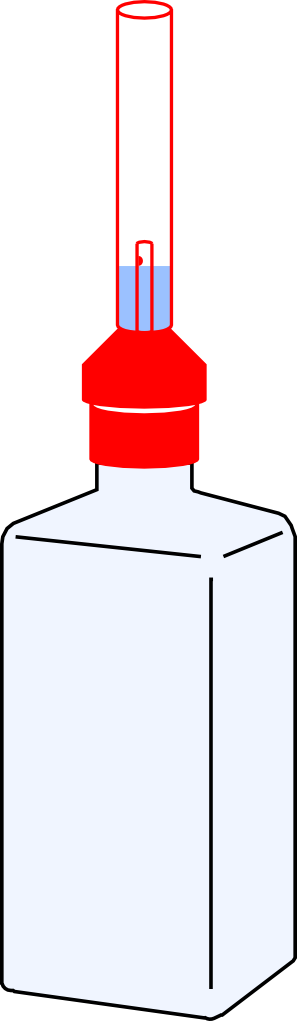
Dosierzylinder gefüllt

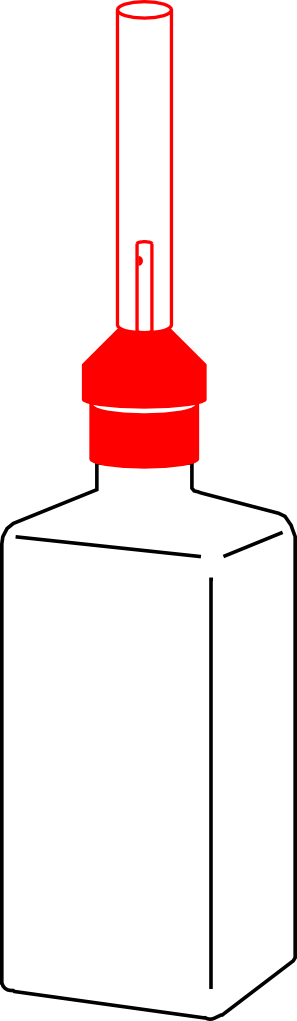
Dosierzylinder

Ein Dosierzylinder ist ein Laborgerät, das auf eine Flasche aufschraubt wird, um eine bestimmte Menge des Flascheninhalts zu dosieren.
Dosierzylinder sind üblicherweise aus Glas oder Polypropylen.

## Benutzung
Durch die Öffnung des inneren Glasröhrchens kann Flüssigkeit in den Dosierzylinder aus der Flasche gedrückt werden. Die überschüssige Flüssigkeit oberhalb der Öffnung fließt zurück in die Flasche. Ein Dosierzylinder wird verwendet, wenn zum Beispiel eine Reaktionslösung nicht mit der Genauigkeit, wie beispielsweise eine Vorlagelösung, abgemessen werden muss.